# أرشيبالد تومسون دافيسون
أرشيبالد تومسون دافيسون (بالإنجليزية: Archibald Thompson Davison)‏ هو معلم موسيقى وملحن أمريكي، ولد في 11 أكتوبر 1883 في بوسطن في الولايات المتحدة، وتوفي في 6 فبراير 1961.

## وصلات خارجية
- أرشيبالد تومسون دافيسون على موقع ميوزك برينز (الإنجليزية)
- أرشيبالد تومسون دافيسون على موقع أول ميوزيك (الإنجليزية)
- أرشيبالد تومسون دافيسون على موقع ديسكوغز (الإنجليزية)